# Hermann von Wedel (General, 1814)
Hermann Karl von Wedel (* 3. August 1814 in Blankensee, Kreis Pyritz; † 19. Juli 1896 in Berlin) war ein preußischer Generalmajor.

## Leben

### Herkunft
Hermann war der Sohn des preußischen Rittmeisters a. D. Ernst David Ludwig von Wedel (1757–1827) und dessen Ehefrau Henriette Luise, geborene von Burghagen (1775–1835) aus dem Haus Pumptow. Sein Vater stand zuletzt im Dragoner-Regiment Nr. 3 sowie Erbherr auf Blankensee.

### Militärlaufbahn
Er erhielt seine schulische Ausbildung auf dem Gymnasium in Stargard in Pommern. Am 11. Mai 1831 kam er als Kürassier in das 2. Kürassier-Regiment (gen. Königin). Bis Mitte Februar 1836 avancierte er zum Sekondeleutnant und war 1841/42 zur Lehreskadron kommandiert. Im Jahr 1844 wurde er zum 2. Landwehr-Regiment versetzt, wo er bis 1860 den Kavalleriestamm des III. Bataillons in Anklam kommandierte. Er wurde am 22. Mai 1846 Premierleutnant. Im Jahr 1850 wurde Wedel zum Kavalleriestamm des I. Bataillons in Stettin kommandiert. Am 2. Oktober 1851 wurde er Eskadronführer des 2. Schweren Landwehr-Reiter-Regiments, am 14. Juni 1854 kam er als Eskadronchef zum 2. Kürassier-Regiment. Am 12. April 1859 erhielt er den Charakter als Major und am 14. Juni 1859 wurde ihm das Patent zu seinem Dienstgrad verliehen. Gleichzeitig stieg er zum etatmäßiger Stabsoffizier auf, bis man Wedel am 25. Juli 1859 dem Regiment aggregierte. Am 12. Mai 1860 wurde er als etatmäßiger Stabsoffizier zum 4. Kombinierten Ulanen-Regiment versetzt, aus dem Anfang Juli 1860 das Litthauische Ulanen-Regiment (Nr. 12) hervorging.
Am 28. September 1863 folgte seine Ernennung zum Kommandeur des Magdeburgischen Dragoner-Regiments Nr. 6 sowie am 25. Juni 1864 die Beförderung zum Oberstleutnant. Während des Deutschen Krieges kämpfte Wedel 1866 in den Gefechten bei Oerlenbach, Holzkirchhausen und Roßbrunn sowie bei der Belagerung von Würzburg. Am 20. September 1866 wurde er Oberst und mit dem Roten Adlerorden III. Klasse mit Schwertern ausgezeichnet. Am 9. Juni 1868 erhielt er seinen Abschied mit Pension und der Berechtigung zum Tragen seiner Regimentsuniform.
Für die Dauer des mobilen Verhältnisses anlässlich des Krieges gegen Frankreich wurde er am 18. Juli 1870 zunächst mit Pension zur Disposition gestellt und als Inspekteur der Ersatzeskadronen des III. Armee-Korps verwendet. Am 4. April 1871 erhielt Wedel den Charakter als Generalmajor, am 10. Juli 1871 wurde er wieder inaktiv gestellt.
Er starb unverheiratet am 19. Juli 1896 in Berlin und wurde am 22. Juli 1896 auf dem Invaliden-Friedhof beigesetzt.
Sein Brigadekommandeur Benno Hann von Weyhern schrieb in seiner Beurteilung vom 1. Januar 1865:

„Der Oberstlieutenant von Wedel hat im Verlaufe eines Jahres außerordentliches geleistet, Das Regiment Hat sich unter seiner Leitung in einer Weise gehoben, wie man es in so kurzer Zeit kaum für möglich halten konnte. In der Weiterausbildung gegen die anderen Regimenter der Brigade weit zurück, ist es dem Oberstlieutenant von Wedel durch seine selten gediegene Sachkenntnis und seinen Eifer gelungen, dies so zu heben, daß sein Regiment schon jetzt fast auf die gleiche Stufe mit den anderen steht. Seine Einwirkungen auf die innere Ordnung des Regiments, sein Einfluß auf das Offizierskorps ist lobenswert hervorzuheben. Streng im Dienst, ist er doch stets ein wohlwohlender Vorgesetzter und bei seinem biederen ehrenwerten und rittenlichem Sinne von seinen Untergebenen hoch geachtet. Der Oberstlieutenant von Wedel füllt seine Stellung nicht nur vortrefflich aus, sondern ist bei seiner militärischen und wissenschaftlichen Bildung zu höheren Stellungen befähigt.“